# Mittagong
Mittagong é uma cidade na região dos Planaltos Meridionais, no estado de Nova Gales do Sul, na Austrália. De acordo com o censo australiano de 2016, a população da cidade era de 8.999 habitantes.